# Giovanni Battista Bovicelli
Giovanni Battista Bovicelli (* um 1550 in Assisi; † um 1594) war ein italienischer Franziskaner, Komponist, Sänger und Musiktheoretiker.

## Leben und Wirken
Schon in Jugendjahren war Bovicelli Mitglied des Mailänder Kathedralchores. 1583 wurde er als Sopranist, im Verzeichnis des Domes genannt. Außerdem war er als Kantor für den Kardinal Carlo Borromeo tätig, nach dessen Tod, blieb Bovicelli im Mailänder Domchor, wo er noch 1597 mit einer Dotation von 159 Liren vermerkt wurde.
Seine wichtigste Veröffentlichung war ein Lehrbuch über die Kunst der Verzierung in Madrigalen und Motetten, wie sie in der Mailänder Kirchenmusik der Spätrenaissance, unter der Leitung von Damiano Scarabelli († 1598) üblich waren. Das Werk trägt den Titel Regole, passaggi di musica, madrigali et motetti passegiati und wurde 1594 in Venedig veröffentlicht. Die Schrift umfasst Methoden zur Verzierung melodischer Einheiten, Artikulation und Techniken des „tugendhaften Singens“.
Bovicelli erstellte unter anderem aufwändige Verzierungen zu Werken von Palestrina, Cipriano de Rore, Victoria und Claudio da Correggio, die noch heute in diesen Fassungen gespielt werden.